# Wasserkraftwerk Kiebingen
Das Wasserkraftwerk Kiebingen ist ein Laufwasserkraftwerk am Neckar in Kiebingen, das zur Stadt Rottenburg am Neckar gehört. Eigentümer und Betreiber ist die EnBW Kraftwerke AG.

## Geschichte

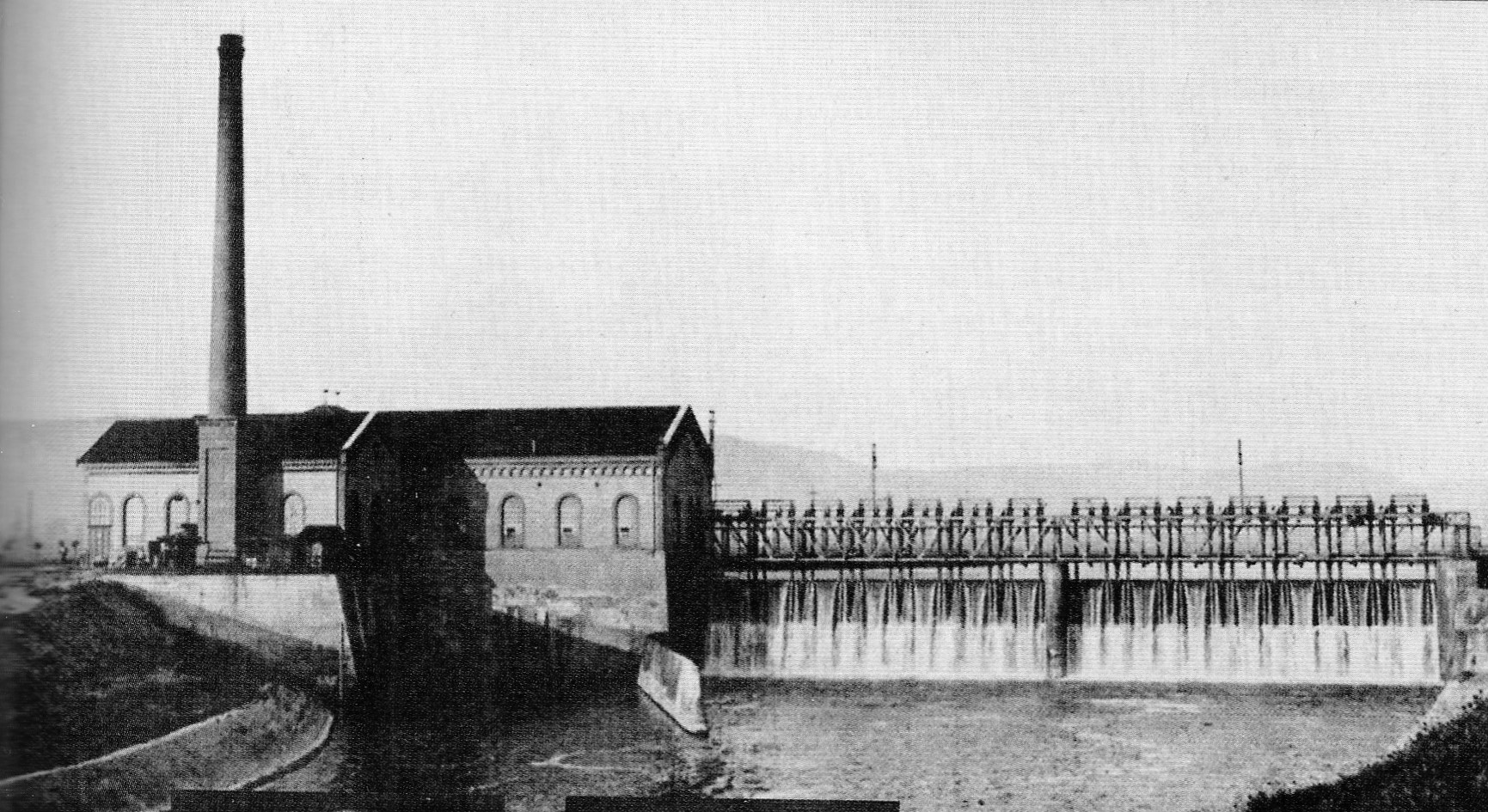
Kombiniertes Kohle- und Wasserkraftwerk im Jahr 1910

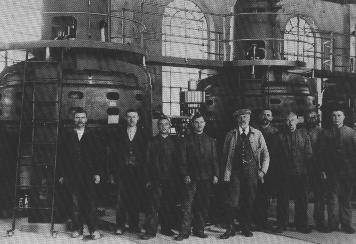
Turbinen des Kiebinger Kraftwerks nach dem Umbau im Jahr 1912

Das Kraftwerk wurde 1902 bis 1903 von den Gebrüdern Junghans erbaut. Zunächst besaß es vier Francis-Turbinen, die aber 1924/25 durch vertikale Francis-Schachtturbinen ersetzt wurden, die ohne Einlaufbauwerk auskamen. Zeitweilig befand sich am Standort des Wasserkraftwerks auch zusätzlich noch ein kleines Dampfkraftwerk. 1996 wurden das Stauwehr aus Sicherheitsgründen einer grundlegenden Sanierung unterzogen. Bis dahin war das mit 14 jeweils 3,4 m breite Wehrfeldern bestückte Stauwehr 56 m breit und hatte eine Stauhöhe von 3,3 m, das nun durch ein Schlauchwehr ersetzt wurde. In den folgenden Jahren wurden weitere umfangreiche Modernisierungsmaßnahmen durchgeführt: So wurden die Turbinen wegen mangelnder Effizienz durch neue ersetzt. Die ersten beiden neuen Propellerturbinen gingen im April 2001, die anderen beiden im Anfang 2003 in Betrieb. Die neuen Turbinen wurden am Institut für Strömungsmechanik und hydraulische Strömungsmaschinen der Universität Stuttgart numerisch optimiert und so dimensioniert, dass das vorhandene Saugrohr nicht angepasst werden musste. Mit den neuen Turbinen konnte eine um etwa 30 % höhere Energieausbeute erreicht werden. Eine Fischtreppe wurde im Jahr 2004 errichtet.

## Heutige Technik
Die vier Kaplan-Turbinen erzeugen mit einem Durchfluss von insgesamt 22,87 m³/s und einer Fallhöhe von 8,3 m eine elektrische Leistung von 1,65 MW. Das ca. 47 m lange, zweifeldrige Stauwehr ist als Schlauchwehr ausgeführt und war in dieser Bauform zeitweilig das größte in Europa. Die beiden Wehrfelder sind dabei jeweils 23 m breit und haben eine Stauhöhe von 3,3 m. Unterhalb des Wehrs befindet sich ein 21 m langes und 50 m breites Tosbecken.
Das Kraftwerk verfügt über eine Fischtreppe. Diese ist als Kombinationsbauwerk
aus Umgehungsgewässer und Beckenschlitzpass angelegt und hat eine Länge von ca. 257 m und einen Wasserdurchfluss von ca. 500 l/s.